# Bunuri mobile din domeniul știință și tehnică clasate în patrimoniul cultural național al României aflate în județul Brăila
Acestă listă conține bunurile mobile din domeniul știință și tehnică clasate în Patrimoniul cultural național al României aflate la momentul clasării în județul Brăila.

## Tezaur
| Foto | Informații generale | Detalii tehnice | Descriere | Deținător                             | Legături |
| ---- | ------------------- | --------------- | --------- | ------------------------------------- | -------- |
|      | Borcea              |                 |           | Inspectoratul Școlar Județean, Brăila | Cimec    |